# Muir Beach (Kalifornija)
Muir Beach je naseljeno područje za statističke svrhe u američkoj saveznoj državi Kalifornija. Prema popisu stanovništva iz 2010. u njemu je živjelo 310 stanovnika.